# 남기한 엘리트 만들기
《남기한 엘리트 만들기》는 만화가 미티가 네이버 웹툰에서 목요일, 일요일에 연재했던 만화이다.

## 줄거리
때는 2008년, 27살 공시생 남기한은 공무원시험 합격자명단에 자신의 이름이 없는것을 전화로 확인하고는 엄청나게 좌절한다. 언제까지 백수생활을 해야하나 싶어 한탄하다 '만약 지금 이 생각 그대로 어릴때로 돌아간다면 완전히 엘리트가 될 수 있지 않을까'라는 엄청난 생각을 하고 잠이 들었다. 그런데 다시 눈을 떴을때는 16년전 11살때로 돌아와 있었다. 하지만 처음 눈을 떴을때는 자기가 27살인줄 알고 책상위에 있던 담배를 피웠다가 아버지한테 된통 두들겨 맞기도 한다. 나중에 모든 상황을 알고난 후에는 인생을 바꿀 절호의 찬스라고 여기며 좋아하지만 곧 원래 기억속에는 없던 인물들(신영곤, 신승흔 등)과 얽히기 시작하면서 일이 꼬이기 시작한다. 뿐만 아니라 반 친구들(반장은, 여인숙) 또한 하루아침에 달라져버린 기한을 이상하게 생각한다. 그리고 기한은 곧 자신이 돌아온 과거의 세계가 어떤 세계인지를 알게된다.

## 등장 인물

### 주요인물
- 남기한

이름의 유래는 '인생의 남은 기한'의 줄임말.
27살 고시생, 어느날 전화로 공무원시험 불합격통보를 듣고 무척이나 좌절했다. 이후 침대에 드러누워 '만약 이대로 어린시절로 돌아간다면 완전 엘리트가 될텐데.'라는 말도안되는 망상을 하고 잠이 들었다가 깨어났더니 정말로 16년전 11살 꼬꼬마 시절로 돌아와 있었다. 하지만 처음에는 잠이 덜깨어 아버지의 담배를 피워버렸다 아버지한테 죽을만큼 두들겨 맞기도 했다. 이후 상황을 알게 된 그는 시궁창같은 인생을 바꿀 절호의 찬스라고 좋아했지만 예상치 못한 사건들때문에 일은 꼬였고 아이들 사이에선 우상도 뭣도 아닌 어딘가 공포스러운 아이라고 소문나기까지 한다. 마지막에는 처음 인생과는 달리 자신이 진짜로 원하던 소설가로 성공을 거둔다. 번외편에서는 테스트 세상의 관리자로 나온다.
- 신승흔

이름의 유래는 가수 신승훈.
기한의 집이 망하고 새로 이사온 달동네에 사는 청년. 날마다 기타를 치며 노래연습을 하는 가수지망생이지만 실력은 형편없다. 자다깬 기한이 시끄럽다고 항의를 하면서 안면이 트인다. 학력이 국졸(초졸}이라 지적수준이 초등학생 이하인데다 허구헌날 사건사고를 몰고다니는 등 오히려 나이어린 기한이 보호자 노릇을 자처할만큼 철이 없다. 하지만 돈을 무척이나 좋아해서 돈과 관련된 일이라면 그 누구보다도 완벽하게 해내는 편. 우연히 보게 된 영선에게 첫눈에 반했다. 얼핏보면 그냥 개그용 조연같아 보이지만 관리자들을 감시하는 감시자(Supervisor)라는 반전을 가졌다. 모든 기억이 사라지고 나서는 가수지망생이 아닌 유능한 검사가 됐고 처음 인생에서는 짝사랑만 반복하던 영선과 결혼에 골인해 여섯명의 아이를 둔 대가족의 가장이 된다.
- 반장은

기한네 반 반장. 겉으로는 아이들에게 친절하지만 실제로는 인성이 썩은 질나쁜 이중인격자. 원래 기한에겐 별다른 관심이 없었지만 그에게 1등자리를 빼앗기고 난후부터 엄청난 열등감에 사로잡힌다. 그래서 노트에다 기한의 악담을 잔뜩 적는가 하면 운동회 달리기대표를 뛰기위해 달리기 좀 잘한다는 남자애들한테 엄마가 먹는 설사약을 탄 쿨피스를 먹여 배탈이 나게 만들었다. 뿐만아니라 길에서 우연히 만난 모르는 아저씨랑 짜고 자작유괴까지 벌였지만 기한의 악담을 쓴 노트를 기한이 봐버리면서 자작극임이 만천하에 들통나버린다. 그러다 수학여행차 떠난 엑스포에서 기한의 정체와 그의 처지까지 알고난 이후엔 기한에게 복수하는 일은 접고 그를 돕는 쪽을 택한다. 그러나 기한의 메뉴얼 사용으로 아빠의 회사가 망해버리자 가차없이 그를 배신하고 임연지를 따른다.
- 여인숙

남기한과 같은반. 얼마전만 해도 유치원생한테도 싸움을 지고 간단한 돈계산도 제대로 못하고 여자애들과 어울려 놀기위해 여장을 하는 이상한 행각을 벌이는 4차원같던 기한이 하루아침에 어른스러워진걸 보고 의심한다. 그러다 집에 사정이 있어 바보행각을 하고 다닌거라는 그의 말에 속아넘어간다. 뿐만 아니라 초등학생 답지않은 늠름한 모습에 점점 반해 그를 짝사랑하게 된다. 그러다 임연지의 기억재생이 끝난 직후 그가 미래에서 과거로 돌아온 몸만 어린아이였을 뿐이란걸 알게된다. 최종장 막바지, 모두의 기억이 삭제되면서 그간의 짝사랑은 없던일이 됐다. 이후 어른이 되어 소개팅 자리에 나갔다 다시 만났고 정식으로 연인이 된다. 하지만 그가 회사를 그만두고 소설을 쓴다고 하자 가차없이 차버린다.
- 신영선

영곤의 누나이자 승흔의 짝사랑 상대. 미래 시점에서는 사고로 죽은 사람이었지만 영곤이 과거를 바꿔버리면서 다시 살아나게 됐다. 하지만 원래 죽었어야 할 운명이었던 탓에 그 이후에도 여러 가지 위기가 닥쳤다. 더군다나 멀쩡하던 동생까지 아프게 되자 여러 가지로 마음고생을 한다. 하지만 운명이 승흔에게로 옮겨진 후에는 죽음의 위기에서 벗어났고 아프던 동생도 다 나은 후에는 평화가 찾아온다. 바뀐 인생에서는 짝사랑 상대였던 신승흔과 결혼에 골인했는데 여섯이나 되는 아이를 두고도 일곱째가 들어설만큼 금술도 좋은 것으로 묘사된다.
- 신영곤

기한의 동네에 사는 바보. 하지만 원래 기한의 과거에는 없는 사람이었고 나중에 그 또한 기한처럼 미래에서 과거로 돌아온 사람이란게 밝혀졌다. 원래 죽었어야 할 누나를 살린탓에 운명이 벌을 내렸을지도 모른다. 하지만 극적으로 살아난 누나에게는 이후에도 여러 가지 위기가 닥쳤고 자신에게도 장애물이 너무 많았다. 그래서 누나를 지키는 일에만 몰두하기 위해 바보행세를 하기 시작했지만 어느날부터인가 쓰러지기 시작했고 깨어나고 나면 정말로 지능이 낮아졌다. 하지만 누나의 운명이 승흔에게로 옮겨간 후에는 지능이 낮아지는 일이 없어져서 다시 학교생활을 시작했지만 너무 오랫동안 쉰 탓에 1년 유급됐다.
- 도강중

영선의 대학선배. 평소, 영선과 영곤 남매를 살뜰하게 챙겨주는지라 기한과 승흔이 영선의 남자친구라고 오해한적이 있다. 특히 승흔은 다짜고짜 싸움을 걸었을 정도. 그 역시 초면부터 싸움이나 하자며 시비를 걸어오는데다 반말까지 서슴지 않는 승흔의 행동이 마음에 들지 않았지만 그가 국졸(초졸)학력이란걸 알고, 오해마저 풀리자 앙금은 제쳐두고 검정고시를 위한 과외까지 도와줄만큼 가까워진다. 나중에 반전이 드러나는데 사실 그는 지성인의 하수인들 중 한명이었으며 기한과 영곤, 성인이 살아가는 세상의 관리자였다.
- 지성인

반장은의 오랜 친구. 역시나 미래에서 과거로 돌아온 사람이지만 한가지 다른점이라면 인생을 두 번이나 반복하고 있다는 것. 어릴때 미국으로 이민을 간후 대학을 조기졸업하고 초청강연까지 하는 먼치킨급의 스팩을 가졌다. 하지만 한국 엘리트사회의 썩어빠진 이면을 보고나서는 이를 모두 갈아엎고자 자신과 뜻을 같이할 비슷한 처지의 사람들을 끌어모으고 있었고 기한과 영곤의 정체도 미리 간파하고는 의도적으로 접근한다. 처음엔 기한과 영곤을 자신의 일을 막는 방해꾼으로 여기며 못마땅하게 여겼지만 나중에는 나이 떠나서 친구해줄 용의는 있다는 영곤의 말을 선선히 받아들이는가 하면 영곤에게 생전 안하던 형소리를 하며 편지까지 쓰는등 사뭇다른 모습을 보여준다. 모든 기억이 지워지고 나서는 지금껏 보여준 시니컬한 모습은 온데간데없이 평범한 어린아이가 된다.
- 최대갑

남기한의 고등학교 동창. 남기한과 같이 미래에서 온 고등학교 동창이다. 남기한이 2008년 겨울에 돌아온 것에 비해 최대갑은 2년이 지난 2010년 겨울에 과거로 돌아왔다. 자나깨나 게임만 생각하는 게임 폐인이다. 처음에는 나름 주어진 역할을 잘 수행하고 있었지만 또다른 과거가 밝혀진 직후 임연지가 쓸모가 없다는 이유로 기억을 지워버렸다. 나중에 후기에서 밝혀진 바에 의하면 원래 레귤러 캐릭터중 한명이었지만 시나리오가 바뀌어서 뺐다고 한다.
- 임연지

남기한이 병원에 있을 때, 남기한이 챙겨주던 아이. 알고 보니 다른 세상을 관리하고 있는 관리자이며, 보상을 노리고 여러 가지 술수를 쓴다. 그러다 모든 범행이 들통나면서 부하로 둔 반장은이 쏜 총에 맞아 죽는다
- 사이비

임연지가 관리하는 다른 세상에서 남기한, 지성인과 친한 친구 사이였으며, 남기한을 좋아하는 여자 아이다. 현재 남기한의 세상에서는 눈이 멀었지만 미래를 예언하며 '치유' 할 수 있는 능력이 있다.
- 마다영

외로움을 타던 기한에게 말을 걸어준 어느 여고생. 역시 미래에서 과거로 돌아온 사람이다. 미래에서는 결혼도 했고 아이를 낳은 주부였지만 하나뿐인 딸이 성추행을 당한것도 모자라 범인이 고작 징역 9년이라는 가벼운 처벌을 받는걸 보면서 엄청나게 분노했고 이후 성추행범들을 모조리 없애버리겠다는 일념으로 과거로 돌아와 성폭력 전과자들을 모조리 제거해나가고 있다. 임연지를 따랐지만 그녀의 비인격적인 행각을 보고나서는 가차없이 배신했다. 마지막에는 직접 등장하지는 않고 영선이 전해준 편지글로 등장하는데 딸아이와 호주에서 사는것으로 나온다.
- 한가인

지성인의 부하. 덩치가 크고 거기에 걸맞게 괴력도 좋은 사내다. 엑스포에서 도강중에게 설득당한 다른 부하들과는 달리 끝까지 지성인을 따르고 있다. 하지만 상대는 의식만 어른이고 몸은 어린아이인지라 육안상 어린아이에게 끌려다니는걸로 보일수밖에 없다. 최종장 도입부에서 차량사고를 수습하러 간 뒤에는 만화에서 사라졌고 기억이 바뀌고 나서도 어떻게 됐는지 나오지 않았다.

### 기타인물
- 남기자

남기한의 늦둥이 여동생. 기자라는 이름을 무척 촌스러워했다. 그래서 이번 생에서는 반드시 이를 막겠다고 했지만 작명소에서 사주팔자를 모두 고려해서 지은거라는 아버지의 말을 들은후에는 혹시나 이름을 섣불리 바꿨다가는 별 이상없던 기자의 인생이 바뀔지도 몰랐기에 더 이상 이름 이야기를 꺼내지 않는다.
- 안희효

반장은의 학원 친구. 학원만 같이 다니고 학교는 다르기 때문에 남기한에 대해서는 장은에게서 듣기만 했지 실제로 얼굴을 마주한건 장은의 유괴사건때문에 기한이 학원을 찾아오면서였다. 이때 어린 나이가 믿기지 않을정도로 뛰어난 통솔력을 가진 기한을 보자마자 단박에 장은이 쉽게 이길수 있는 상대가 아니라는걸 눈치챈다. 이후에도 종종 등장하는데 전체적으로 기한을 '장은이가 싫어하는 아이'라고만 여길뿐 그에게 일체의 원한이 없다.
- 염기성

기한이 다니는 초등학교 6학년 선배. 남기한을 밟으려다 신영곤에게 저지당하자 신영곤에게 원한이 생겼다. 그런 이유로 반장은이 만든 '남때련'에 가입했지만 별다른 활동이 없어서 연합이 해체된 후에는 만화에서 사라졌다.
- 변기동, 박두호

기한과 같은반 친구 처음에는 하루아침에 달라진 기한을 이상하게 여기다 성인과 영곤하고만 노는 그에게서 배신감을 느끼고 그와 어울리지 않는다. 그가 미래에서 과거로 돌아왔단 사실은 끝까지 몰랐다. 바뀐 인생에서는 기한과는 전혀 모르는 사이가 됐고 그 대신 지성인과 친한 사이로 나온다.
- 정전기

번외편에 나오는 인물 , 남기한이 관리하는 세상의 첫 번째 능력자이다, 2020년에서 2011년으로 돌아왔다. 금세 어른의 힘을 깨우치고 자신을 괴롭히던 친구들을 혼내준다. 작중에선 2018년부터 시작되는 IMF에서 2년을 살다 과거로 돌아와서, 스포츠복권으로 돈을 벌어서 해외로 도망가려는 생각을 한다.

## 관련 지식
- 남기한의 앞머리 모양은 통키에서 따왔다.[2]
- 이름 '남기한'은 '인생의 남은 기한'에서 따왔다.[3]